# Philip Saville
Pour les articles homonymes, voir Saville.
Philip Saville est un réalisateur et acteur britannique, né le 28 octobre 1930 à Londres et mort le 22 décembre 2016 à Hampstead.

## Biographie

### Vie privée
Philip Saville a été le compagnon de Diana Rigg dans les années 1960.

## Filmographie

### Réalisateur
- 1966 : The Machine Stops (1er épisode de la saison 2 de la série Out of the Unknown (en))
- 1966 : Stop the World – I Want to Get Off
- 1968 : Le Roi Œdipe (en)
- 1969 : Le Club des libertins (The Best House in London)
- 1971 : Secrets (Jeux intimes)
- 1977 : Count Dracula
- 1982 : The Boy from the Blackstuff
- 1983 : Those Glory Glory Days
- 1985 : Shadey
- 1989 : The Fruit Machine
- 1989 : Fellow Traveler
- 1990 : Max and Helen
- 1990 : Crash: The Mystery of Flight 1501
- 1991 : Angels
- 1991 : The Cloning of Joanna May
- 1993 : Family Pictures (en)
- 1997 : Metroland
- 1998 : Little White Lies
- 2000 : My Uncle Silas
- 2001 : Le Monde de Hans Christian Andersen (Hans Christian Andersen: My Life as a Fairy Tale)
- 2002 : The Biographer: The Secret Life of Princess Di
- 2003 : The Gospel of John

### Acteur (liste partielle)
- 1954 : Bang! You're Dead de Lance Comfort
- 1955 : Meurtre, Drogue et Compagnie (Contraband Spain) de Lawrence Huntington et Julio Salvador (es)